# عنصر النحاس في نطاق الطاقة المتجددة

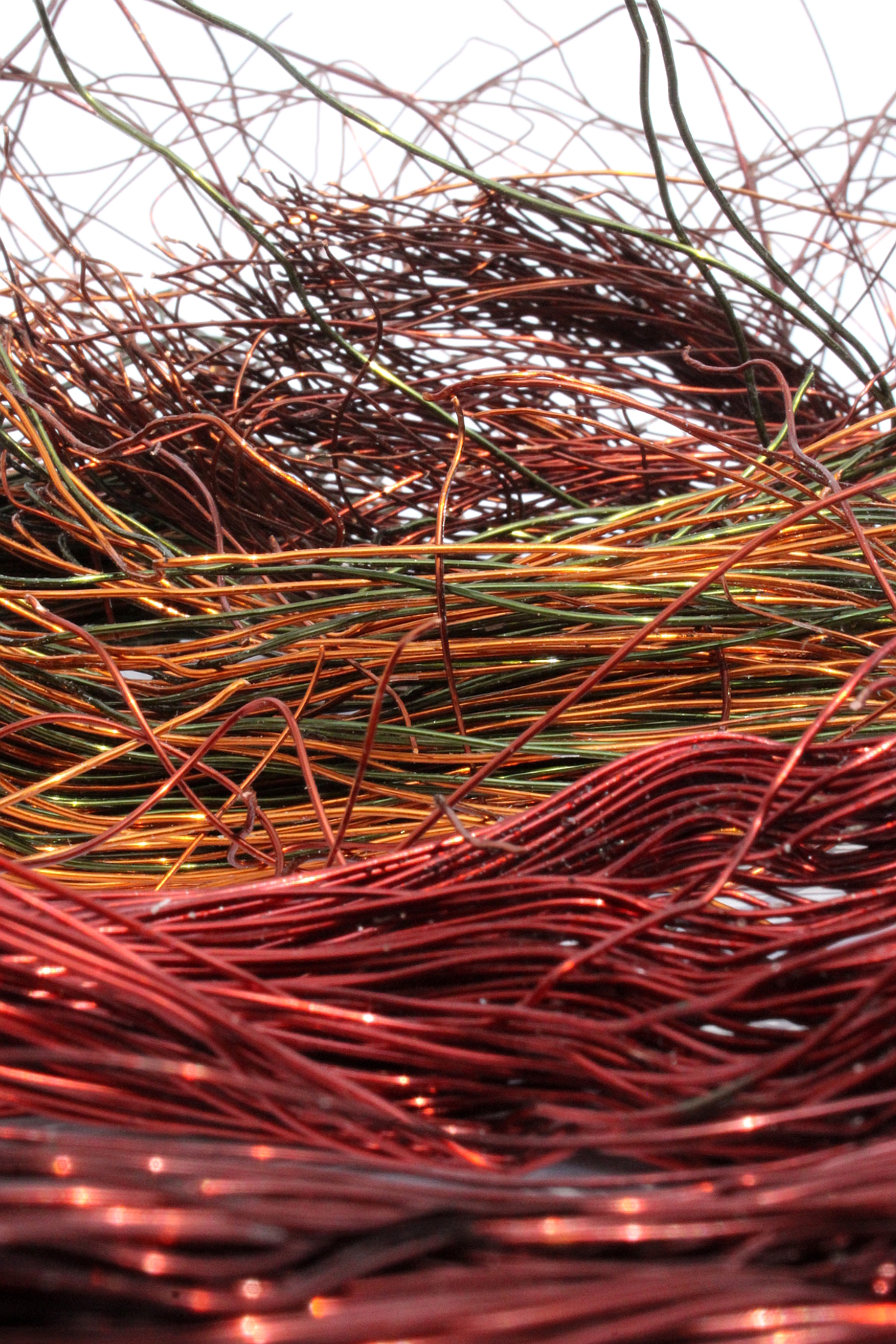
إعادة تدوير النحاس إلكترونيا

ازدادت أهمية مصادر الطاقة المتجددة مثل الطاقة الشمسية وطاقة الرياح والطاقة المتولدة من حركة المد والجزر والطاقة المائية وطاقة الأرض الحرارية في سوق الطاقة. كان ازدياد تكاليف الوقود الأحفوري بالإضافة لمشاكل التأثير على البيئة التي قللت من استخدامه بشكل كبير هي الدافع الأهم وراء النمو السريع لمصادر الطاقة هذه في القرن الحادي والعشرين.
يلعب النحاس دورًا مهمًا في أنظمة الطاقة المتجددة، إذ يصل معدل استخدامه في الواقع ضمن أنظمة الطاقة المتجددة إلى خمسة أضعاف ما هو عليه ضمن توليد الطاقة التقليدية مثل الوقود الأحفوري والنووي. يُعتبر النحاس موصلًا حراريًا وكهربائيًا ممتازًا بين المعادن (ثاني أفضل ناقل بعد الفضة)، وتستخدم أنظمة الطاقة النحاس لتوليد الطاقة ونقلها بكفاءة عالية مع المحافظة على التأثيرات البيئية ضمن حدودها الدنيا.
يحسب المخططون والمهندسون المسؤولون عن المنشآت عند اختيار الموصلات الكهربائية تكاليف الاستثمار ورأس مال المواد مقارنة مع المدخرات التشغيلية، يبلي النحاس بلاءً حسنًا في هذه الحسابات بسبب عمره الإنتاجي الطويل وتكاليف صيانته المنخفضة. أحد العوامل ذات الصلة بالموضوع هو ما يسمى «كثافة استخدام النحاس»، وهو مقياس يحسب وزن النحاس اللازم لتوليد ميغاواط واحد من الطاقة المتجددة.
يسعى المهندسون ومحددو المنتجات عند التخطيط لإنشاء منشأة جديدة للطاقة المتجددة إلى تجنب نقص إمدادات مواد الموصلات المختارة. زادت احتياطيات النحاس -وفقًا للمسح الجيولوجي بالولايات المتحدة- الموجودة في الأرض أكثر من 700% منذ عام 1950، إذ زادت من 100 مليون طن تقريبًا لتصبح اليوم 720 مليون طن، بالرغم من أن الاستخدام العالمي زاد أكثر من ثلاثة أضعاف في السنوات الخمسين الماضية، وتُقدر موارد النحاس بأكثر من 5000 مليون طن. بيّن تعزيز العرض السنوي حقيقة أن أكثر من 30% من النحاس المثبت خلال العقد الماضي جاء من مصادر معاد تدويرها.
تجدر الإشارة في ما يتعلق باستدامة أنظمة الطاقة المتجددة إلى أنه بالإضافة للموصلية الكهربية والحرارية العالية، فإن معدل إعادة التدوير الخاص به أعلى من أي معدن آخر.

## نظرة عامة على استخدام النحاس في توليد الطاقة المتجددة
يلعب النحاس دورًا كبيرًا في توليد الطاقة المتجددة عكس دوره في محطات الطاقة الحرارية التقليدية من ناحية حمولة النحاس لكل وحدة من الطاقة المركبة. تُعتبر كثافة استخدام النحاس في أنظمة الطاقة المتجددة أعلى بأربع إلى ست مرات من استخدامه في الوقود الأحفوري أو المنشآت النووية. على سبيل المثال، بالرغم من أن الطاقة التقليدية تتطلب حوالي 1 طن من النحاس لكل ميغاواط مثبت، فإن التقنيات المتجددة مثل طاقة الرياح والطاقة الشمسية تتطلب أربعة إلى ستة أضعاف من النحاس لكل ميغاواط مثبت، لأن النحاس ينتشر في مناطق برية أكبر بكثير، لا سيما في محطات الطاقة الشمسية وطاقة الرياح، بالإضافة إلى الحاجة لتشغيل كبلات التأريض والطاقة لفترات طويلة من أجل توصيل المكونات التي تتوزع على نطاقات واسعة، بما في ذلك أنظمة تخزين الطاقة والشبكة الكهربائية الرئيسية.
تحتوي أنظمة طاقة الرياح والطاقة الشمسية الكهروضوئية على أعلى نسبة من النحاس من بين تقنيات الطاقة المتجددة. يمكن أن تحتوي مزرعة الرياح الواحدة على 4 وحتى 15 مليون رطل من النحاس. تحتوي محطة الطاقة الشمسية الفولتية الضوئية على حوالي 5.5 طن من النحاس لكل ميغاواط واحد من توليد الطاقة. يقدر أن التوربينات المفردة التي تنتج 660 كيلوواط تحتوي على حوالي 800 رطل من النحاس.
قُدر إجمالي كمية النحاس المستخدمة في توليد الكهرباء المتجددة والموزعة في عام 2011 بنحو 272 كيلوطن، وقُدر الاستخدام التراكمي للنحاس خلال عام 2011 بنحو 1.071 كيلوطن.
| استخدام النحاس في توليد الطاقة المتجددة |                            |                                       |                            |                                      |
|                                         | الطاقة المركبة في عام 2011 | الطاقة التراكمية المثبتة حتى عام 2011 | استخدام النحاس في عام 2011 | استخدام النحاس التراكمي حتى عام 2011 |
|                                         | غيغاواط                    | غيغاواط                               | كيلوطن                     | كيلوطن                               |
| وحدات الطاقة الشمسية                    | 30                         | 70                                    | 150                        | 350                                  |
| الطاقة شمسية حرارية                     | 0.46                       | 1.76                                  | 2                          | 7                                    |
| الرياح                                  | 40                         | 238                                   | 120                        | 714                                  |
| مجموع جميع التقنيات الثلاث              |                            |                                       | 272                        | 1071                                 |

تُستخدم الموصلات النحاسية في المكونات الرئيسية للطاقة المتجددة الكهربائية، مثل التوربينات والمولدات والمحولات والعاكسات والكابلات الكهربائية وإلكترونيات الطاقة وكابل المعلومات. استخدام النحاس هو نفسه تقريبًا في التوربينات/المولدات والمحولات /العاكسات والكابلات، ولكن يُعتبر استخدامه أقل منه بكثير في إلكترونيات الطاقة. تعتمد أنظمة التسخين الحراري والتبريد بالطاقة الشمسية على النحاس من أجل تحقيق المرجو منها بكفاءة استخدام الطاقة الحرارية. يستخدم النحاس أيضًا في أنظمة الطاقة المتجددة كمادة مقاومة للتآكل في بيئات التآكل الرطبة والمالحة. يُعتبر النحاس مادة مستدامة قابلة لإعادة التدوير بنسبة 100%. معدل إعادة تدوير النحاس أعلى من أي معدن آخر، إذ يمكن إعادة تدوير النحاس مع عدم فقد خصائصه المفيدة في نهاية العمر الإنتاجي لمحطة الطاقة المتجددة أو مكوناتها الكهربائية أو الحرارية.

## توليد الطاقة الشمسية الضوئية
يُولَّد نحو 90 تيراواط ساعيّ من بين كل 20 ألف تيراواط ساعيّ من الطاقة المستهلكة على مستوى العالم في عام واحد من أنظمة الطاقة الشمسية الكهروضوئية. تُعتبر هذه النسبة صغيرة جدًا نسبة للاستهلاك العالمي للطاقة (0.6% من إجمالي الطاقة المولدة للكهرباء في جميع أنحاء العالم) لكنها كافية لتوفير احتياجات أكثر من 10 ملايين شخص يعيشون في البلدان المتقدمة.
ورد ذكر إحصائيات متداخلة مختلفة بشأن تنامي الطاقة الشمسية الكهروضوئية. ذُكر معدل نمو الطاقة الشمسية الكهروضوئية بنسبة 40%، وهو ما قد يؤدي للنمو بوتيرة أسرع، إذ تستمر تكلفة التكنولوجيا بالانخفاض. يشير مصدر آخر لزيادة القدرة التشغيلية بمعدل 58% سنويًا من نهاية عام 2006 وحتى عام 2011. تشير تقديرات القدرة المركبة حتى عام 2020 إلى ارتفاع سريع في توليد الطاقة الشمسية الكهروضوئية بعامل نمو قدره 5 بين عامي 2010 و2020.
تستطيع الأنظمة الكهروضوئية المنزلية توليد الكهرباء الخاصة بها واستخدام الشبكة الكهربائية للحصول على الدعم والصلاحية.
نُفذت مبادرات سياسية عديدة لهذه الأسباب من أجل تعزيز نشر منشآت الطاقة الشمسية الضوئية، الأمر الذي من شأنه أن يعزز التوسع في أسواق الطاقة الكهروضوئية عن طريق تقليل فجوة المنافسة للخلايا الكهروضوئية مقارنة مع الوقود الأحفوري. كان الهدف من هذه الخطوة الوصول للتكافؤ، إذ تعادل تكلفة إنتاج الطاقة من الألواح الموجودة على الأسطح طوال فترة صلاحيتها البالغة 25 عامًا تكلفة الكهرباء التي تولدها المصادر التقليدية. تحقق هذا الإنجاز بالفعل في بعض المناطق.

### النحاس في أنظمة الطاقة الضوئية
تحتوي وحدات توليد الطاقة في الأنظمة الكهروضوئية على النحاس أكثر بـ11-40 مرة من مصانع الوقود الأحفوري التقليدية. يبلغ متوسط استخدام النحاس في الأنظمة الكهروضوئية نحو 4-5 أطنان لكل ميغاواط أو أعلى بقليل إذا احتُسبت شرائط التوصيل التي تربط الخلايا الكهروضوئية الفردية.
يستخدم النحاس في: 1- الأسلاك الصغيرة التي تربط الوحدات الكهروضوئية، 2- شبكات التأريض في أوتاد الأرض القطبية كلوحات أفقية أو كابلات عارية، 3- كابلات دي سي التي تربط الوحدات الكهروضوئية بالعاكسات، 4- كابلات التيار المتردد منخفضة الجهد التي تربط المحولات بأنظمة القياس وخزانات الحماية، 5- كابلات التيار المتردد عالية الجهد، 6- كابلات الاتصالات، 7-عاكسات\إلكترونيات الطاقة، 8- الشرائط،  وأخيرًا 9- حزم أسلاك المحولات.
يُقدر النحاس المستخدم في أنظمة الطاقة الضوئية في عام 2011 بنحو 150 كيلوطن، ويُقدر الاستخدام التراكمي للنحاس في الأنظمة الكهروضوئية حتى عام 2011 بنحو 350 كيلوطن.